# Eagle vs Shark
Eagle vs Shark è un film del 2007 scritto, diretto ed interpretato da Taika Waititi.

## Trama
Lily è una donna timida e senza amici, segretamente innamorata di un cliente del fast food dove lavora. Quest'ultimo, Jarrod, è un uomo asociale e problematico. I due si conoscono ed iniziano a frequentarsi. Jarrod decide poi di tornare nel suo paese natale per regolare i conti con il bullo che gli ha rovinato l'adolescenza e per presentare Lily alla sua strana famiglia.